# Vòng (họ)
Vòng là một họ trong tiếng Việt Nam.